# Kunststil
Kunststil bezeichnet einen Stil in der Kunst, d. h. die in charakteristischen Merkmalen einheitliche Gestaltung von Kunstwerken und Kulturerzeugnissen eines Zeitalters, eines Künstlers bzw. einer Künstlergruppe oder einer Kunstschule. Alternativ werden auch die Bezeichnungen Kunstrichtung oder Strömung verwandt.

## In der bildenden Kunst
Stil ist in der bildenden Kunst der allgemeine Begriff, der traditionell die gemeinsam charakteristischen Merkmale einer Epoche (Stilepoche) oder der Werke eines Künstlers bezeichnet. Er ist ein von einzelnen Kunstwerken abgeleitetes abstrahierendes und idealisierendes Hilfsmittel zur Einordnung und Systematisierung der Vielfalt von Kunst und beschreibt bezeichnende zwischen Kunstwerken übereinstimmende Eigenschaften. Durch diese Zuordnung zu einem bestimmten Stil respektive – als weitere Differenzierung innerhalb eines Stils – einer Stilrichtung sollen entsprechende Werke von anderen abgegrenzt und so eine von geeigneten wissenschaftlichen Kriterien geleitete Unterscheidbarkeit hergestellt werden.
Innerhalb einer Epoche bestehen Unterschiede nach Ländern und Regionen. Auch das Werk eines einzelnen Künstlers zeigt trotz aller Gemeinsamkeiten mit dem Stil seiner Zeit und seiner Nation Besonderheiten, die seinen persönlichen Stil (Individualstil) ausmachen. Nach der Entwicklungsstufe unterscheidet man historisch sowohl im Epochen- als auch im Individualstil Früh-, Hoch- und Spätphasen, die bestimmte Tendenzen weiterentwickeln. So sind zum Beispiel für die Spätphase einer Epoche Übersteigerungen typisch.
Innerhalb des akademischen Fachs der Kunstgeschichte werden Kunststile von der sogenannten Stilkunde erforscht. Dabei wird in der aktuellen Kunstgeschichte zunehmend der Pluralismus der Stile innerhalb einer Epoche oder im Werk eines Künstlers untersucht und in Beziehung mit historischen, sozialen und kommunikativen Kontexten gesetzt. Stile werden nicht nur als formale, abstrakte Ordnungskriterien einer Gruppe von Kunstwerken, sondern auch als bewusst gewählte Bedeutungsträger analysiert: So entstanden etwa repräsentative Bauten der Gotik durchaus auch in den Formen einer zurückliegenden Epoche wie der Romanik, um die historische Bedeutung des Bauherren zu unterstreichen (oder auch nur zu behaupten). Das traditionelle Konzept des einheitlichen Epochenstils wird daher immer mehr in Zweifel gezogen.

## „Epochenstil“ in der Literatur
Der Philologe Walter Berschin machte das Konzept des „Epochenstils“ für die Literaturwissenschaft fruchtbar und erforschte, wie mittelalterliche Biografien davon geprägt sind, was die jeweilige Epochen von dieser literarischen Gattung erwartet.